# 滝沢慧
滝沢 慧（たきざわ けい）は日本の小説家、ライトノベル作家。

## 来歴
2015年に第28回富士見書房ファンタジア大賞にて『非オタの彼女が俺の持ってるエロゲに興味津々なんだが』が金賞を受賞、タイトルの一部を改題の上で出版される。投稿時のペンネームは「ざるとたぬき」。投稿時代はもっぱら和風ファンタジーに傾倒していた。

## 作品
- 『非オタの彼女が俺の持ってるエロゲに興味津々なんだが……』シリーズ（富士見ファンタジア文庫、イラスト：睦茸、2016年1月 - 2019年7月、全12巻）
  - コミカライズ作品（月刊ドラゴンエイジ、作画：草壁レイ、2016年7月 - 2019年2月、全6巻）
- 『好きすぎるから彼女以上の、妹として愛してください。』（富士見ファンタジア文庫、イラスト：平つくね、2019年7月 - 2020年11月、全5巻）
- 『保健室のオトナな先輩、俺の前ではすぐデレる』（富士見ファンタジア文庫、イラスト：色谷あすか、2022年3月、全1巻）

- 『MACHINE CHILD』（同人ゲーム）